# Richard Sánchez (calciatore 1996)
Richard Rafael Sánchez Guerrero, noto semplicemente come Richard Sánchez (Asunción, 29 marzo 1996), è un calciatore paraguaiano, centrocampista del Racing Club e della nazionale paraguaiana.

## Caratteristiche tecniche
È un centrocampista centrale.

## Carriera

### Nazionale
Il 12 giugno 2018 ha esordito con la nazionale paraguaiana disputando l'amichevole persa 4-2 contro il Giappone.

## Statistiche

### Presenze e reti nei club
Statistiche aggiornate al 19 marzo 2025.
| Stagione        | Squadra         | Campionato      | Campionato | Campionato | Coppe nazionali | Coppe nazionali | Coppe nazionali | Coppe continentali | Coppe continentali | Coppe continentali | Altre coppe | Altre coppe | Altre coppe | Totale | Totale | Totale |
| Stagione        | Squadra         | Comp            | Pres       | Reti       | Comp            | Pres            | Reti            | Comp               | Pres               | Reti               | Comp        | Pres        | Reti        | Pres   | Reti   |        |
| --------------- | --------------- | --------------- | ---------- | ---------- | --------------- | --------------- | --------------- | ------------------ | ------------------ | ------------------ | ----------- | ----------- | ----------- | ------ | ------ | ------ |
| 2016            | River Plate     | A               | 19         | 1          | -               | -               | -               | -                  | -                  | -                  | -           | -           | -           | 19     | 1      |        |
| 2017            | Olimpia         | A               | 28         | 4          | -               | -               | -               | CS                 | 2                  | 0                  | -           | -           | -           | 30     | 4      |        |
| 2018            | Olimpia         | A               | 36         | 3          | -               | -               | -               | CL                 | 4                  | 0                  | -           | -           | -           | 40     | 3      |        |
| gen.-ago. 2019  | Olimpia         | A               | 14         | 1          | -               | -               | -               | CL                 | 5                  | 0                  | -           | -           | -           | 19     | 1      |        |
| Totale Olimpia  | Totale Olimpia  | Totale Olimpia  | 78         | 8          |                 | -               | -               |                    | 11                 | 0                  |             | -           | -           | 89     | 8      |        |
| 2019-2020       | América         | LMX             | 16+6       | 0+2        | CMX             | 0               | 0               | CCL                | 5                  | 0                  | -           | -           | -           | 27     | 2      |        |
| 2020-2021       | América         | LMX             | 29+4       | 4          | -               | -               | -               | CCL                | 6                  | 1                  | -           | -           | -           | 39     | 5      |        |
| 2021-2022       | América         | LMX             | 28+5       | 2          | -               | -               | -               | -                  | -                  | -                  | LC          | 2           | 0           | 35     | 2      |        |
| 2022-2023       | América         | LMX             | 31+7       | 4          | -               | -               | -               | -                  | -                  | -                  | LC          | 3           | 0           | 41     | 4      |        |
| 2023-2024       | América         | LMX             | 27+12      | 2+1        | -               | -               | -               | CCC                | 6                  | 0                  | LC+CC       | 3+1         | 0           | 49     | 3      |        |
| 2024-mar. 2025  | América         | LMX             | 16+2       | 0+2        | -               | -               | -               | CCC                | 1                  | 0                  | -           | -           | -           | 19     | 2      |        |
| Totale América  | Totale América  | Totale América  | 147+36     | 12+5       |                 | 0               | 0               |                    | 18                 | 1                  |             | 9           | 0           | 210    | 18     |        |
| mar.-dic. 2025  | Racing Club     | PD              | 0          | 0          | CA              | 0               | 0               | CL                 | 0                  | 0                  | RS          | -           | -           | 0      | 0      |        |
| Totale carriera | Totale carriera | Totale carriera | 280        | 26         |                 | 0               | 0               |                    | 29                 | 1                  |             | 9           | 0           | 318    | 27     |        |

### Cronologia presenze e reti in nazionale
| Cronologia completa delle presenze e delle reti in nazionale ― Paraguay | Cronologia completa delle presenze e delle reti in nazionale ― Paraguay | Cronologia completa delle presenze e delle reti in nazionale ― Paraguay | Cronologia completa delle presenze e delle reti in nazionale ― Paraguay | Cronologia completa delle presenze e delle reti in nazionale ― Paraguay | Cronologia completa delle presenze e delle reti in nazionale ― Paraguay | Cronologia completa delle presenze e delle reti in nazionale ― Paraguay | Cronologia completa delle presenze e delle reti in nazionale ― Paraguay |
| Data                                                                    | Città                                                                   | In casa                                                                 | Risultato                                                               | Ospiti                                                                  | Competizione                                                            | Reti                                                                    | Note                                                                    |
| ----------------------------------------------------------------------- | ----------------------------------------------------------------------- | ----------------------------------------------------------------------- | ----------------------------------------------------------------------- | ----------------------------------------------------------------------- | ----------------------------------------------------------------------- | ----------------------------------------------------------------------- | ----------------------------------------------------------------------- |
| 12-6-2018                                                               | Innsbruck                                                               | Giappone                                                                | 4 – 2                                                                   | Paraguay                                                                | Amichevole                                                              | -                                                                       | 78’                                                                     |
| 5-6-2019                                                                | Ciudad del Este                                                         | Paraguay                                                                | 1 – 1                                                                   | Honduras                                                                | Amichevole                                                              | -                                                                       | 70’                                                                     |
| 9-6-2019                                                                | Asunción                                                                | Paraguay                                                                | 2 – 0                                                                   | Guatemala                                                               | Amichevole                                                              | -                                                                       | 77’                                                                     |
| 16-6-2019                                                               | Rio de Janeiro                                                          | Paraguay                                                                | 2 – 2                                                                   | Qatar                                                                   | Coppa America 2019 - 1º turno                                           | -                                                                       | 79’                                                                     |
| 19-6-2019                                                               | Belo Horizonte                                                          | Argentina                                                               | 1 – 1                                                                   | Paraguay                                                                | Coppa America 2019 - 1º turno                                           | 1                                                                       |                                                                         |
| 23-6-2019                                                               | Salvador de Bahia                                                       | Colombia                                                                | 1 – 0                                                                   | Paraguay                                                                | Coppa America 2019 - 1º turno                                           | -                                                                       |                                                                         |
| 27-6-2019                                                               | Porto Alegre                                                            | Brasile                                                                 | 0 – 0 (4 – 3 dtr)                                                       | Paraguay                                                                | Coppa America 2019 - Quarti di finale                                   | -                                                                       | 78’                                                                     |
| 5-9-2019                                                                | Kashima                                                                 | Giappone                                                                | 2 – 0                                                                   | Paraguay                                                                | Amichevole                                                              | -                                                                       | 46’                                                                     |
| 10-9-2019                                                               | Amman                                                                   | Giordania                                                               | 2 – 4                                                                   | Paraguay                                                                | Amichevole                                                              | -                                                                       | 59’                                                                     |
| 10-10-2019                                                              | Kruševac                                                                | Serbia                                                                  | 1 – 0                                                                   | Paraguay                                                                | Amichevole                                                              | -                                                                       | 84’                                                                     |
| 13-10-2019                                                              | Bratislava                                                              | Slovacchia                                                              | 1 – 1                                                                   | Paraguay                                                                | Amichevole                                                              | -                                                                       | 77’                                                                     |
| 14-11-2019                                                              | Sofia                                                                   | Bulgaria                                                                | 0 – 1                                                                   | Paraguay                                                                | Amichevole                                                              | -                                                                       | 58’                                                                     |
| 8-10-2020                                                               | Asunción                                                                | Paraguay                                                                | 2 – 2                                                                   | Perù                                                                    | Qual. Mondiali 2022                                                     | -                                                                       | 46’                                                                     |
| 17-11-2020                                                              | Asunción                                                                | Paraguay                                                                | 2 – 2                                                                   | Bolivia                                                                 | Qual. Mondiali 2022                                                     | -                                                                       |                                                                         |
| 4-6-2021                                                                | Montevideo                                                              | Uruguay                                                                 | 1 – 1                                                                   | Paraguay                                                                | Qual. Mondiali 2022                                                     | -                                                                       | 68’                                                                     |
| 14-6-2021                                                               | Goiânia                                                                 | Paraguay                                                                | 3 – 1                                                                   | Bolivia                                                                 | Coppa America 2021 - 1º turno                                           | -                                                                       |                                                                         |
| 22-6-2021                                                               | Brasilia                                                                | Argentina                                                               | 1 – 0                                                                   | Paraguay                                                                | Coppa America 2021 - 1º turno                                           | -                                                                       | 82’                                                                     |
| 28-6-2021                                                               | Rio de Janeiro                                                          | Uruguay                                                                 | 1 – 0                                                                   | Paraguay                                                                | Coppa America 2021 - 1º turno                                           | -                                                                       | 74’                                                                     |
| 2-7-2021                                                                | Goiânia                                                                 | Perù                                                                    | 3 – 3 dts (4 – 3 dtr)                                                   | Paraguay                                                                | Coppa America 2021 - Quarti di finale                                   | -                                                                       | 83’                                                                     |
| 2-9-2021                                                                | Quito                                                                   | Ecuador                                                                 | 2 – 0                                                                   | Paraguay                                                                | Qual. Mondiali 2022                                                     | -                                                                       | 80’                                                                     |
| 9-9-2021                                                                | Asunción                                                                | Paraguay                                                                | 2 – 1                                                                   | Venezuela                                                               | Qual. Mondiali 2022                                                     | -                                                                       |                                                                         |
| 7-10-2021                                                               | Asunción                                                                | Paraguay                                                                | 0 – 0                                                                   | Argentina                                                               | Qual. Mondiali 2022                                                     | -                                                                       | 46’                                                                     |
| 10-10-2021                                                              | Santiago del Cile                                                       | Cile                                                                    | 2 – 0                                                                   | Paraguay                                                                | Qual. Mondiali 2022                                                     | -                                                                       | 78’                                                                     |
| 13-10-2021                                                              | La Paz                                                                  | Bolivia                                                                 | 4 – 0                                                                   | Paraguay                                                                | Qual. Mondiali 2022                                                     | -                                                                       |                                                                         |
| 27-1-2022                                                               | Asunción                                                                | Paraguay                                                                | 0 – 1                                                                   | Uruguay                                                                 | Qual. Mondiali 2022                                                     | -                                                                       |                                                                         |
| 1-2-2022                                                                | Belo Horizonte                                                          | Brasile                                                                 | 4 – 0                                                                   | Paraguay                                                                | Qual. Mondiali 2022                                                     | -                                                                       | 87’                                                                     |
| 24-3-2022                                                               | Ciudad del Este                                                         | Paraguay                                                                | 3 – 1                                                                   | Ecuador                                                                 | Qual. Mondiali 2022                                                     | -                                                                       | 77’                                                                     |
| 29-3-2022                                                               | Lima                                                                    | Perù                                                                    | 2 – 0                                                                   | Paraguay                                                                | Qual. Mondiali 2022                                                     | -                                                                       |                                                                         |
| 2-6-2022                                                                | Sapporo                                                                 | Giappone                                                                | 4 – 1                                                                   | Paraguay                                                                | Amichevole                                                              | -                                                                       | 66’                                                                     |
| 31-8-2022                                                               | Atlanta                                                                 | Messico                                                                 | 0 – 1                                                                   | Paraguay                                                                | Amichevole                                                              | -                                                                       | 71’                                                                     |
| 27-3-2023                                                               | Santiago del Cile                                                       | Cile                                                                    | 3 – 2                                                                   | Paraguay                                                                | Amichevole                                                              | -                                                                       | 72’                                                                     |
| 12-9-2023                                                               | Maturín                                                                 | Venezuela                                                               | 1 – 0                                                                   | Paraguay                                                                | Qual. Mondiali 2026                                                     | -                                                                       | 46’                                                                     |
| 12-10-2023                                                              | Buenos Aires                                                            | Argentina                                                               | 1 – 0                                                                   | Paraguay                                                                | Qual. Mondiali 2026                                                     | -                                                                       |                                                                         |
| Totale                                                                  |                                                                         | Presenze                                                                | 33                                                                      |                                                                         | Reti                                                                    | 1                                                                       |                                                                         |

## Palmarès

### Club

#### Competizioni nazionali
- Campionato paraguaiano: 2

Olimpia: Apertura 2019, Clausura 2019
- Campionato messicano: 3

America: Apertura 2023, Clausura 2024, Apertura 2024

#### Competizioni internazionali
- Campeones Cup: 1

América: 2024

### Individuale
- Squadra della stagione della CONCACAF Champions League: 1

2021